# 관코과일박쥐속
관코과일박쥐속 또는 뿔과일박쥐속(Nyctimene)은 큰박쥐과에 속하는 박쥐의 일종이다. 필리핀 중부 지역과 인도네시아 동부, 파푸아뉴기니 그리고 오스트레일리아 퀸즐랜드 주 북동부 지역 끝단에서 발견된다.

## 하위 종
- 큰관코과일박쥐 또는 넓은줄무늬관코과일박쥐 (Nyctimene aello)
- 관코과일박쥐 (Nyctimene albiventer)
- 팔라스관코박쥐 또는 토레스관코박쥐, 북부관코박쥐 (Nyctimene cephalotes)
- 검은관코과일박쥐 (Nyctimene celaeno)
- 산뿔박쥐 또는 산관코과일박쥐 (Nyctimene certans)
- 둥근귀관코과일박쥐 (Nyctimene cyclotis)
- 드래곤관코과일박쥐 (Nyctimene draconilla)
- 키스트관코과일박쥐 (Nyctimene keasti)
- 섬뿔박쥐 또는 섬관코과일박쥐 (Nyctimene major)
- 말레이타관코과일박쥐 (Nyctimene malaitensis)
- 악령관코과일박쥐 (Nyctimene masalai)
- 작은관코박쥐 (Nyctimene minutus)
- 필리핀관코과일박쥐 (Nyctimene rabori)
- 동부관코박쥐 (Nyctimene robinsoni
- † 넨도관코과일박쥐 (Nyctimene sanctacrucis - 20세기초 멸종.
- 움보이관코과일박쥐 (Nyctimene vizcaccia)